# Dendrocitta
A Dendrocitta a madarak (Aves) osztályának verébalakúak (Passeriformes) rendjébe, ezen belül a varjúfélék (Corvidae) családjába tartozó nem.

## Rendszerezésük
A nemet John Gould angol ornitológus írta le 1850-ben, az alábbi fajok tartoznak ide:
- vándor-erdeiszarka (Dendrocitta vagabunda)
- maláj erdeiszarka (Dendrocitta occipitalis)
- borneói erdeiszarka (Dendrocitta cinerascens)
- kósza szarka (Dendrocitta formosae)
- fehérhasú erdeiszarka (Dendrocitta leucogastra)
- álarcos erdeiszarka (Dendrocitta frontalis)
- andamani erdeiszarka (Dendrocitta bayleyii)

## Előfordulásuk
Dél- és Délkelet-Ázsiában honosak. Természetes élőhelyeik a szubtrópusi vagy trópusi esőerdők és cserjések, valamint emberi környezet. Állandó, nem vonuló fajok.

## Megjelenésük
Testhosszuk 32-50 centiméter körüli.